# Algérie (croiseur)
Pour les articles homonymes, voir Algérie (homonymie).
L’Algérie est un croiseur lourd ayant servi dans la Marine nationale française entre 1934 et 1942.
L'Algérie est le dernier des sept croiseurs lourds de 10 000 tw construit en France entre 1924 et 1934. Ce croiseur a été un bâtiment réussi sur le plan technique, bien armé et bien protégé tout en conservant une vitesse satisfaisante et un rayon d'action supérieur à celle des croiseurs français précédents.

## Construction

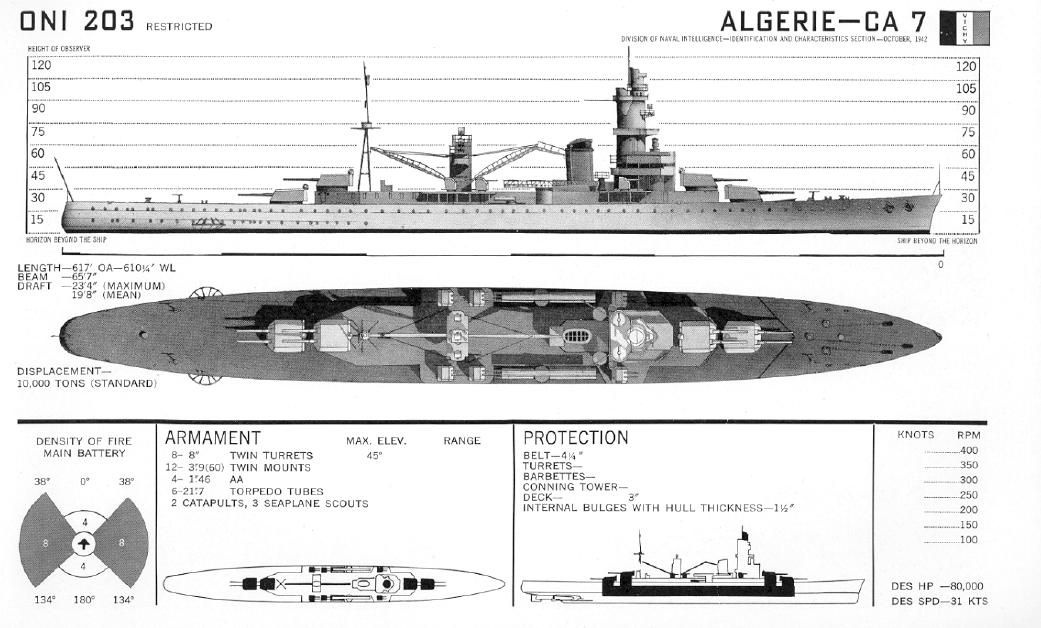
Schéma du croiseur Algérie, livret ONI203 pour l'identification des navires de la Marine française, édité par la division du Renseignement naval du département de la Marine des États-Unis (9 novembre 1942).

Le  croiseur lourd Algérie a été construit à Brest entre 1930 et 1931. Il a été lancé le 21 mai 1932 et mis en service le 15 septembre 1934. Il est le 7e croiseur lourd en service en 1939 et l'unique navire de sa classe.
Contrairement à ses prédécesseurs, il possède une coque « flush deck » (sans teugue). Une tour remplace le mât tripode et il n'a qu'une seule cheminée. 
Son déplacement atteint 14 000 tonnes à pleine charge ce qui lui permet une meilleure protection (blindage) que celle des 6 autres croiseurs lourds en service dans la Marine nationale avant la Seconde Guerre mondiale.

### Répartition des poids
Le déplacement normal du navire est de 10 950 tonnes réparti ainsi :
- Poids de navigation : 12 %
- Protection : 21,8 % (coque : 17,3 %, artillerie : 5,3 %)
- Puissance offensive : 13,3 %
- Propulsion : 20,7 % (appareil propulsif : 15 %, carburant : 5,7 %)
- Coque : 32 %

## Historique

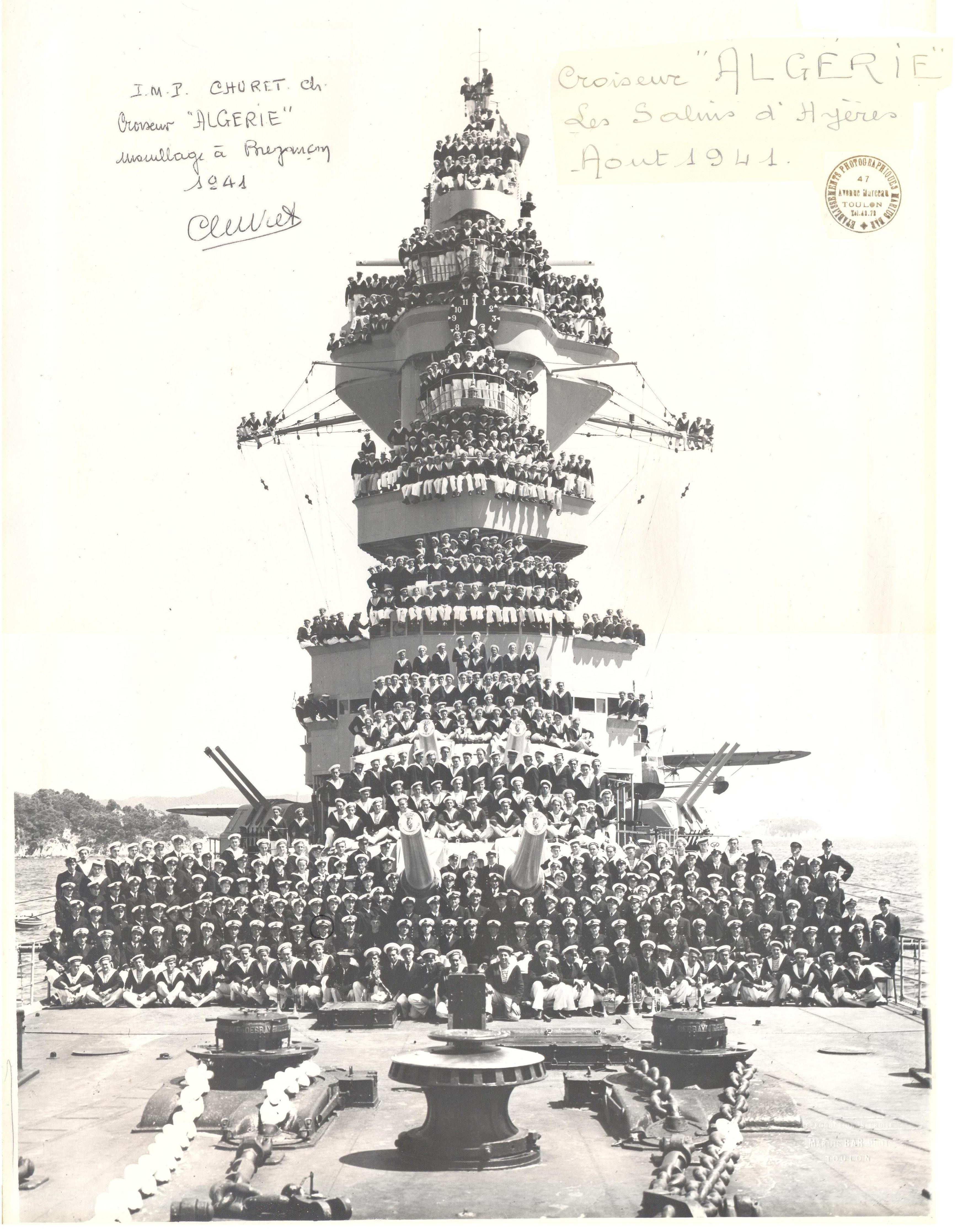
Photo prise en aout 1941 par l' IMP CHURET - Chef mécanicien de l' Algérie. Le navire est au mouillage des Salins d'Hyères face au fort de Brégançon.

Les six premiers croiseurs de 1re classe français avaient été baptisés du nom de personnalités liées à l'histoire militaire et maritime mais le septième croiseur lourd est baptisé Algérie pour célébrer le centenaire de la conquête de l'Algérie.
Le croiseur Algerie est l'aboutissement des travaux découlant de l'étude C4 qui plus qu'un croiseur lourd aboutit à un croiseur lourdement protégé, le nouveau croiseur est financé par la tranche navale votée dans le cadre de la loi du 12 janvier 1930 qui prévoit également la construction du croiseur mouilleur de mines Emile Bertin.
C'est le premier grand navire de la Marine construit en faisant appel majoritairement à la soudure même si le cuirassement est riveté.
Les qualités nautiques en l'absence de teugue (sa suppression permet de gagner 80 tonnes) sont inférieures à celles des 10 000 TW précédents dans les mers fortes, néanmoins il est réputé très marin.
Le croiseur participa au bombardement de Gênes (opération Vado) par la marine française le 14 juin 1940.
En août 1941, il mouille aux Salins d'Hyères.
Le navire a été sabordé à Toulon le 27 novembre 1942. Le réducteur avait été rendu inutilisable par des charges explosives. Le bâtiment a été renfloué pour démolition.